# Sakkolahti
Sakkolahti är en del av sjön Iijärvi i Finland. Den ligger i Kuusamo i landskapet Norra Österbotten, i den nordöstra delen av landet, 600 km norr om huvudstaden Helsingfors. 